# Богомолов, Анатолий Михайлович
Анато́лий Миха́йлович Богомо́лов (18 мая 1932, Красный Яр — 15 сентября 1994, Саратов) — советский и российский учёный. Ректор Саратовского государственного университета (1977—1994). Доктор технических наук (1973). Профессор. Заслуженный деятель науки и техники РСФСР. Академик Российской академии естественных наук. Академик Международной академии наук высшей школы.

## Биография
Анатолий Михайлович Богомолов родился 18 мая 1932 года в селе Красный Яр Старополтавского района Нижневолжского края. В 1946 году вместе с матерью переехал в Энгельс. В 1950 году окончил среднюю школу номер 10 с серебряной медалью. В 1955 году с отличием закончил физический факультет Саратовского государственного университета, а в 1958 году — аспирантуру. Затем работал старшим преподавателем кафедры вычислительной математики СГУ и заведующим отделом программирования на ВЦ СГУ. В 1963 году защитил кандидатскую диссертацию по специальности «Теоретическая физика».
В 1965 году Анатолий Михайлович был приглашен на пост заместителя директора по научной работе и заведующего отделом вычислительных методов и программирования ДВЦ АН УССР. В 1967 году по совместительству работал в Донецком государственном университете сначала в должности доцента, а потом профессора. На математическом факультете организовал кафедру прикладной математики и теории систем управления, принимал участие в создании кафедры экономической кибернетики.
В 1973 году в ИПУ АН СССР защитил докторскую диссертацию на тему «Алгоритмизация процессов анализа, диагноза и синтеза сложных информационных систем».
В 1974 году Богомолов был назначен временно исполняющим обязанности директора Института прикладной математики и механики АН УССР, а в 1975 году — утверждён на должность директора.
В 1977 году Анатолий Михайлович занял пост ректора Саратовского государственного университета.
В 1978 году создал и в дальнейшем несколько лет руководил кафедрой математической кибернетики СГУ.
Среди учеников Богомолова шесть докторов наук и более тридцати кандидатов наук.
Анатолий Михайлович скоропостижно скончался 15 сентября 1994 года в Саратове от кровоизлияния в мозг.

## Награды и звания
- Заслуженный деятель науки и техники РСФСР.
- Орден Трудового Красного Знамени.
- Медаль «3а доблестный труд».

## Научные публикации
Монографии
- Богомолов A. M., Коробов Б. В. Программирование для ЭВМ «Урал-2» и «Урал-4». — Саратов: СГУ, 1965. — 482 с.
- Богомолов А. М., Барашко А. С., Грунский И. С. Эксперименты с автоматами. — Киев: Наукова думка, 1973. — 144 с.
- Богомолов A. M., Твердохлебов В. В. Диагностика сложных систем. — Киев: Наукова думка, 1974. — 128 с.
- Богомолов А. М., Грунский И. С., Сперанский Д. В. Контроль и преобразования дискретных автоматов. — Киев: Наукова думка, 1975. — 174 с.
- Богомолов A.M., Твердохлебов В. А. Целенаправленное поведение автоматов. — Киев: Наукова думка, 1975. — 123 с.
- Богомолов A. M., Зыков В. В., Когтев Ю. И., Ткаченко В. Н., Христофоров В. В., Чуберкис В. П. Оптимизация процессов прокатного производства. — Киев: Наукова Думка, 1977.
- Богомолов A. M., Сперанский Д. В. Аналитические методы в задачах контроля и анализа дискретных устройств. — Саратов: СГУ, 1986. — 240 с.
- Богомолов A. M., Ларина Н. И., Шляхтин Г. В., Родниковский В. Б. Применение математических методов и ЭВМ для комплексного изучения популяций. — Саратов: СГУ, 1986. — 105 с.
- Богомолов A. M., Кривенчук О. Г., Когтев Ю. И., Ломовацкий Г. И., Шаташвили А. Д. Экономическое моделирование сложных производственных систем: Часть 1. — Саратов: СГУ, 1989. — 189 с.
- Богомолов A. M., Кривенчук О. Г., Когтев Ю. И., Ломовацкий Г. И., Шаташвили А. Д. Экономическое моделирование сложных производственных систем: Часть 2. Модели управления автоматическими складами. — Саратов: СГУ, 1989. — 142 с.
- Богомолов A. M., Салий В. Н. Алгебраические основы теории дискретных систем. — Москва: Наука, 1997. — 367 с. ISBN 5-02-015033-9

Учебные пособия
- Богомолов A. M. Введение в специальность «Прикладная математика». — Саратов: СГУ, 1982. — 130 с.
- Богомолов A. M., Сытник А. А., Твердохлебов В. А. Автоматные модели и рекурсивный конструктивизм. — Саратов: СГУ, 1992. — 72 с. ISBN 5-292-01592-X